# Taxe au sac
Le terme de taxe au sac désigne un système de taxation des sacs poubelle. Son but est notamment de mettre en place un principe du pollueur-payeur ainsi que d'inciter au tri des déchets et au recyclage.

## Par pays

### Suisse
La taxe au sac est notamment appliquée dans de nombreuses régions de Suisse où celle-ci a réduit les quantités de déchets à incinérer. Alors que la quantité de déchets ménagers incinérés a été réduite de 40% entre 2011 et 2012 en Suisse, la collecte de papier, de cartons et de verre a significativement augmenté sur la même période,.

### France
Le terme anglais "pay as you throw" (PAYT) est traduit par "paiement aux déchets" .